# Hassan et Kaddour
Hassan et Kaddour est une série de bande dessinée, créée par le dessinateur Jacques Laudy avec des scénarios de Jacques Van Melkebeke puis d'Yves Duval. Hassan et Kaddour sont deux garnements vagabonds et farceurs au pays des mille et une nuits. Cette série paraît dans Tintin de 1948 à 1962.

## Trame
Hassan et Kaddour sont deux garnements, vagabonds et farceurs, dans un univers oriental qui fait penser au pays des Mille et Une Nuits. Les deux compères voyagent dans le temps et deviennent Mamelouks à l'époque de Bonaparte puis officiers dans l'armée britannique,.

## Auteurs
Le dessinateur est Jacques Laudy, cofondateur du Journal Tintin en 1946. Les scénarios sont de Jacques Van Melkebeke publiant alors sous le pseudonyme de J. Alexander.
Cette série est considérée comme ayant initié toute une génération de lecteurs au monde musulman.

## Publication

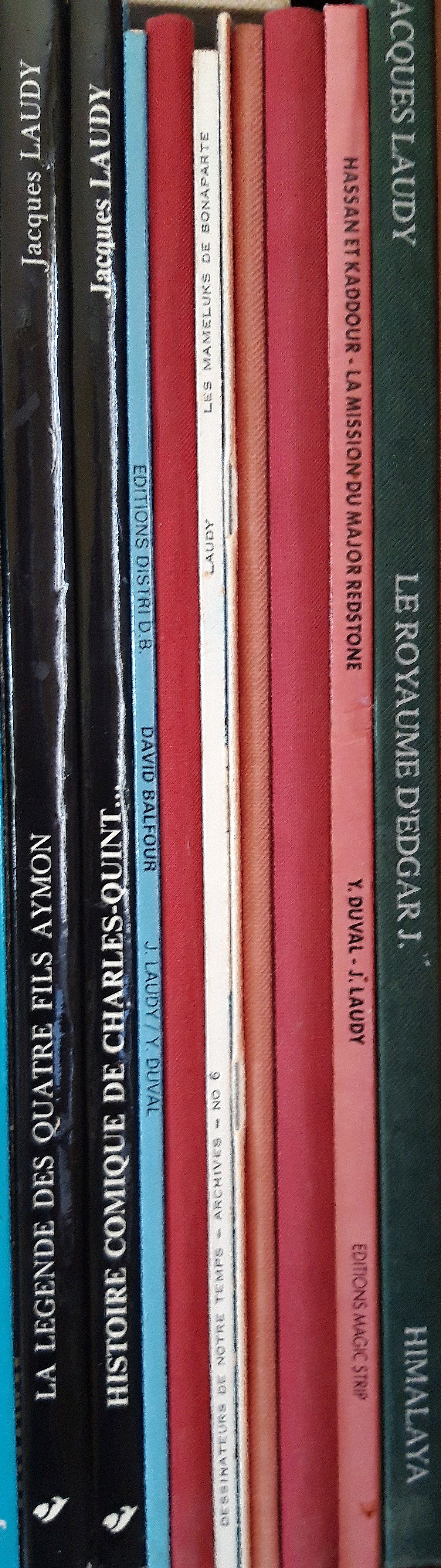
Livres de Jacques Laudy.

### Épisodes et albums
1. Le Voleur de Bagdad, scénario Jacques Alexander (Jacques van Melkebeke), éd. Bédéscope, 1978 ;
2. Le Miroir enchanté, scénario Jacques Alexander, coll. Prestige, éd. Bédéscope, 1983 ;
3. Les Mameluks de Bonaparte, éd. RTP SA (Distri B.D.), coll. Archives no 6, 1975 ;
4. Les Émeraudes du Conquistador, scénario Jacques Alexander, éd. Bédéscope, 1978 ;
5. Chasseurs de chimères, publié dans Petits-Belges en 1960 ;
6. Le Vœu magique, scénario Jacques Alexander, coll. Prestige, éd. Bédéscope, 1980 ;
7. La Mission du major Redstone, scénario Yves Duval, éd. Bédéscope, 1978. Réédition coll. Himalaya, éd. Magic Strip, 1986.
8. L'Amulette suédoise, histoire incomplète, non parue en album.